# Galathea (fartyg)
Galathea var ett mindre segelfartyg som genomförde den första danska världsomseglingen åren 1845-1847. "Galathea" är även namnet på ytterligare två olika danska fartygsexpeditioner som alla genomförde forskningsresor. Expeditionerna är uppkallade efter första fartyget Galathea och även de övriga skeppen genomförde en världsomsegling.

## Galathea 1-expeditionen
Galathea 1 var en fullriggad tremastad korvett som byggdes 1831 på Gammelholms örlogsvarv i Köpenhamn och sjösattes den 6 oktober. Fartyget var 42 meter lång med en bredd på 10 meter och ett djupgående på 4,5 meter, hon ägdes av Kongelige danske marine.
Expeditionen var en vetenskaplig forskningsresa Jorden runt, medföljande vetenskapsmän var Wilhelm Friedrich Georg Behn, Didrik Ferdinand Didrichsen, Bernhard Casper Kamphǿvener, Carl Emil Kiellerup, Johannes Theodor Reinhardt och Hinrich Johannes Rink samt konstnärerna tecknaren Johan Christian Thornam och genremåleren Poul August Plum.
Efter denna den första danska världsomseglingen 1845-1847 under befäl av Steen Bille deltog fartyget i det Slesvig-holsteinska kriget 1848-1851 och tjänstgjorde därefter som vaktfartyg i Öresund till 4 juli 1861.
1862 köptes fartyget av handelsbolaget Mohr & Kjær och användes som handelsfartyg. 1889 förliste fartyget utanför Algeriets kust.

## Galathea 2-expeditionen
Galathea 2 var en fregatt som byggdes 1933 vid H.M. Naval dockyard i engelska Devonport och sjösattes den 9 september. Fartyget var 82 meter lång med en bredd på 11 meter och ett djupgående på 3 meter. Utrustad med 2 ångturbiner uppnådde hon en fart på 12 knop. Efter sin tjänstgöring i den nyzeeländska flottan åren 1934-1939 såldes hon till ett handelsbolag. Den 26 augusti 1949 inköptes fartyget av Kongelige danske marine.
Den 15 oktober 1950 startade forskningsexpeditionen under befäl av kapten Svend Greve och vetenskapsmannen Anton Bruun, expeditionen varade till den 29 juni 1952. Därefter skrotades fartyget i december 1954.

## Galathea 3 expeditionen
Denna expedition genomfördes med fartyget "Vædderen" som byggdes 1990 vid Svendborgs varv och övergick till Kongelige danske marine 1992. Fartyget är 112 meter lång med en bredd på 14,5 meter och ett djupgående på 6 meter.
Den 11 augusti 2006 startade forskningsexpeditionen under befäl av kommendör Carsten Schmidt, expeditionen varade till den 25 april 2007.